# Чайковский, Александр Михайлович
Александр Михайлович Чайковский (15 августа 1924 — 25 февраля 2008, Москва) — разведчик 101-го гвардейского стрелкового полка 35-й гвардейской стрелковой дивизии, гвардии младший сержант — на момент представления к награждению орденом Славы 1-й степени.

## Биография
Родился 15 августа 1924 года в городе Николаев. Украинец. Член ВКП/КПСС с 1965 года. С 1939 года жил в городе Херсон. Окончил 8 классов. С августа 1941 года по март 1944 года находился на временно оккупированной территории.
После освобождения Херсона в марте 1944 года призван в Красную Армию и направлен в действующие войска. В составе 101-го гвардейского стрелкового полка 35-й гвардейской стрелковой дивизии 8-й гвардейской армии воевал на 3-м Украинском фронте. Участвовал в освобождении Одессы, боях на Днестре. В июне 1944 года дивизия была переброшена под Ковель и вошла в состав 1-го Белорусского фронта. Войска форсировали реки Западный Буг и Висла, вели бои на магнушевском плацдарме.
В середине августа 1944 года при отражении контратаки противника в районе населённого пункта Марямполь связной командира роты гвардии красноармеец Чайковский был ранен, но продолжал бой. Отличился тем, что застрелил вражеского офицера, пытавшегося бросить гранату в командира, чем спас тому жизнь.
Приказом командира 35-й гвардейской стрелковой дивизии от 28 августа 1944 года за мужество, проявленное в боях с врагом, гвардии красноармеец Чайковский награждён орденом Славы 3-й степени.
В дальнейшем стал разведчиком того же полка и участвовал в Висло-Одерской операции.
18 февраля 1945 года на левобережном одерском плацдарме в районе города Киц, находясь в ночном поиске, гвардии младший сержант Чайковский ворвался в здание, в котором засели противники, решительными действиями способствовал захвату «языка». В ходе короткой схватки Чайковский уничтожил шестерых вражеских солдат.
Приказом по 8-й гвардейской армии от 26 марта 1945 года гвардии младший сержант Чайковский награждён орденом Славы 2-й степени.
24 января 1945 года в боях за освобождение города Гнезно и 3 февраля 1945 года при взятии пригорода города Киц уничтожил несколько противников.
9 марта в уличных боях за город Киц Чайковский, двигаясь с группой разведчиков впереди штурмовой группы, уничтожил гранатами вражескую огневую точку с расчётом, за что был награждён орденом Красной Звезды.
В ходе боёв за Берлин в апреле 1945 года с группой воинов сразил более 10 солдат и офицеров, четверых захватил в плен.
Указом Президиума Верховного Совета СССР от 15 мая 1946 года за мужество, отвагу и героизм, проявленные в борьбе с захватчиками, гвардии младший сержант Чайковский Александр Михайлович награждён орденом Славы 1-й степени.
В марте 1947 года старшина Чайковский демобилизован. Жил в городе Херсон, где работал водителем автобуса. Участник Парада Победы в Москве на Красной площади в 1990 году.
Умер 25 февраля 2008 года. Похоронен в Херсоне на Камышанском кладбище.
Награждён орденами Отечественной войны 1-й степени, Красной Звезды, Славы 1-й, 2-й и 3-й степени, медалями.